# Ngemplak (Windusari)
Ngemplak is een bestuurslaag in het regentschap Magelang van de provincie Midden-Java, Indonesië. Ngemplak telt 2519 inwoners (volkstelling 2010).